# (236) Honoria
(236) Honoria és un asteroide pertanyent al cinturó d'asteroides descobert el 26 d'abril de 1884 per Johann Palisa des de l'observatori de Viena, Àustria.
Està possiblement nomenat per la paraula en llatí per a honor.